# Inukshuk

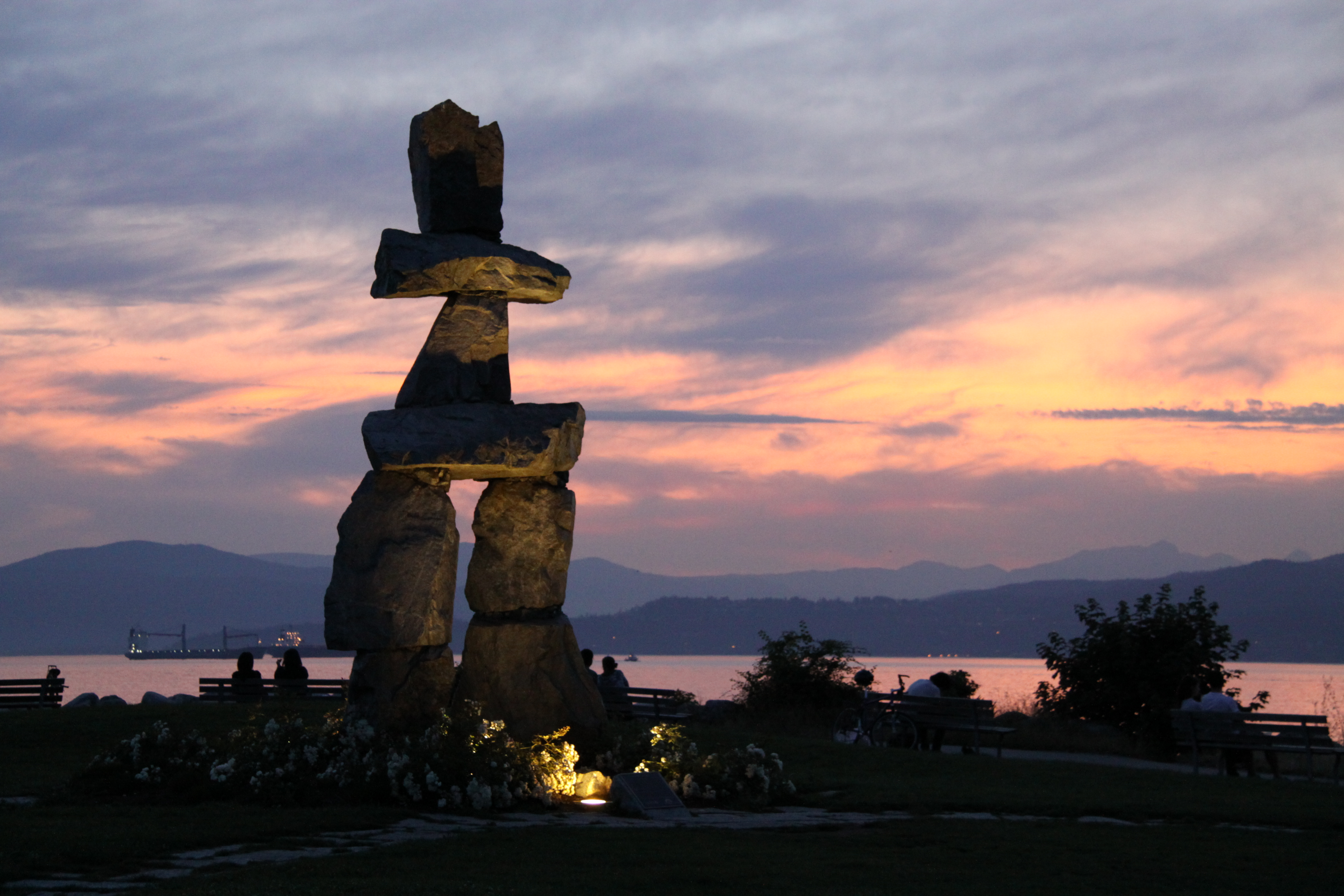
Inuksuk en English bay (Vancouver, Columbia Británica)

Un inuksuk (plural inuksuit) (del inuktitut: ᐃᓄᒃᓱᒃ, plural ᐃᓄᒃᓱᐃᑦ; alternativamente inukshuk en inglés o inukhuk en inuinnaq) es un hito o montículo de piedras construido por los seres humanos, utilizados por los inuit, inupiat, kalaallit, yupik y otros pueblos de la región del Ártico en Norteamérica. Estas estructuras se encuentran desde Alaska a Groenlandia. Esta región por encima del círculo polar ártico está dominada por la tundra y tiene zonas con pocas señales naturales.
Los inuksuk pueden haber sido utilizados para la navegación, como punto de referencia, un marcador para las rutas de viaje, lugares de pesca, campamentos, zonas de caza, lugares de culto o para marcar un escondite de alimentos. Los inupiat en el norte de Alaska los utilizan para asistirse en el pastoreo del caribú. La variación en la forma y tamaño, tienen sus raíces desde hace mucho tiempo en la cultura inuit.
Históricamente el tipo más común de inuksuk es de una sola piedra colocada de manera vertical. Existe cierto debate sobre si la aparición de montículos en forma de cruz se desarrolló en la cultura inuit antes de la llegada de los misioneros y exploradores europeos. El tamaño de algunos sugieren que la construcción era a menudo un esfuerzo comunal.
En inuksuk Point en la isla de Baffin, hay más de 100 inuksuit. El sitio fue designado como sitio histórico nacional de Canadá en 1969.
Desde finales de 1990 , el inukshuk se ha convertido poco a poco como un símbolo de los inuit canadienses . En 1999, tras un proceso de consulta pública , que fue elegido para aparecer en la bandera y el escudo de armas del territorio canadiense de nueva creación Nunavut7 , cuya población , según el censo federal canadiense de 2006 , se compone de 83 , 5 % Inuits8 . Un inukshuk desde 2005 también aparece en la bandera de la región Nunatsiavut limitado autogobierno Labrador Inuit , que representa el 89,6 % de los habitantes de esta región9 .
Una interpretación contemporánea del inukshuk tradicional también fue elegido el emblema de los Juegos Olímpicos de Invierno de 2010 Vancouver10 . Nombrado Ilanaaq , una palabra que significa " amigo en inuktitut , el nuevo logotipo fue presentado por el comité organizador de los juegos cuando se dio a conocer el 23 de abril de 2005, como un símbolo de la amistad , la hospitalidad , la fuerza y  espíritu de equipo , y los  
vastos paisajes de Canadá . Seleccionados de entre más de 1.600 presentaciones por un jurado de expertos internacionales, el concepto ganador fue desarrollado por Elena Rivera MacGregor y Gonzalo Alatorre de Rivera Design Group , de Vancouver.